# خديجة مركوم
خديجة مركوم هي مغنية شعبية مغربية، ولدت نهاية الاربعينيات بدوار الضريضرات بحد حرارة بإقليم آسفي تعد واحدة من أشهر فنانات العيطة المغربية. بدأت مسارها الفني في منتصف السبعينات على يد العديد من شيوخ العيطة المغربية أبرزهم الشيخ ولد امحمد الدعباجي وزوجته الشيخة زهرة عايدة و فاطنة بنت الحسين.

## أعمالها
- 2008 : خربوشة : الأداء الصوتي